# Jonathan Goldstein (filmmaker)
Jonathan Michael Goldstein (New York, 2 september 1968) is een Amerikaans filmregisseur, scenarioschrijver en filmproducent.
Goldstein studeerde aan de Universiteit van Michigan, volgde daarna de Harvard Law School en studeerde af in 1995. Hij heeft geschreven voor tal van komische series, waaronder The PJ's met Eddie Murphy in de hoofdrol, The Geena Davis Show en The New Adventures of Old Christine. Hij is vooral bekend door het co-schrijven van Horrible Bosses en Spider-Man: Homecoming, en door het co-schrijven en regisseren van Vacation met John Francis Daley.
Goldstein woont in Los Angeles met zijn vrouw, de schrijfster Adena Halpern.

## Filmografie

### Films
| Jaar | Titel                                   | Regisseur | Scenarist    | Producent  |
| ---- | --------------------------------------- | --------- | ------------ | ---------- |
| 2011 | Horrible Bosses                         |           |              |            |
| 2013 | The Incredible Burt Wonderstone         |           |              |            |
| 2013 | Cloudy with a Chance of Meatballs 2     |           |              |            |
| 2014 | Horrible Bosses 2                       |           | Verhaal      |            |
| 2015 | Vacation                                |           |              |            |
| 2017 | Spider-Man: Homecoming                  |           |              |            |
| 2018 | Game Night                              |           | Niet genoemd |            |
| 2019 | Stuber                                  |           |              |            |
| 2021 | Vacation Friends                        |           |              |            |
| 2023 | Dungeons & Dragons: Honor Among Thieves |           |              | Uitvoerend |
| 2023 | The Flash                               |           |              |            |

### Televisieseries
| Jaar      | Titel                               | Regisseur | Scenarist | Producent    |
| --------- | ----------------------------------- | --------- | --------- | ------------ |
| 1999-2000 | Big Wolf on Campus                  |           |           |              |
| 2001      | The Weekenders                      |           |           |              |
| 2002      | Imagine That                        |           |           |              |
| 2002      | The Random Years                    |           |           | Co           |
| 2003      | Charlie Lawrence                    |           |           |              |
| 2003-2004 | Good Morning, Miami                 |           |           |              |
| 2006      | Teachers                            |           |           | Begeleidende |
| 2006      | Four Kings                          |           |           | Begeleidende |
| 2006-2007 | The New Adventures of Old Christine |           |           | Begeleidende |
| 2011      | $h*! My Dad Says                    |           |           | Adviserend   |
| 2011      | Bomes                               |           |           |              |
| 2020      | In the Dark                         |           |           | Adviserend   |

### Televisiefilms
| Jaar | Titel                | Regisseur | Scenarist | Producent  |
| ---- | -------------------- | --------- | --------- | ---------- |
| 2009 | Boldly Going Nowhere |           |           | Uitvoerend |
| 2021 | Welcome to Georgia   |           |           | Uitvoerend |

## Prijzen en nominaties
De belangrijkste:
| Jaar | Prijs                  | Categorie                   | Werk | Uitslag     |
| ---- | ---------------------- | --------------------------- | --- | ----------- |
| 2014 | BAFTA Children's Award | BAFTA Kids Vote - Speelfilm | Cloudy with a Chance of Meatballs 2 (Gedeeld met: Cody Cameron, Kris Pearn, Pam Marsden, Kirk Bodyfelt, John Francis Daley & Erica Rivinoja) | Genomineerd |